# 三浦紘朗
三浦 紘朗（みうら ひろあき、1941年 - ）は、関西を中心に活動するフリーアナウンサー、音楽評論家。広島県・尾道市出身。

## 人物
1965年ラジオ関西局アナウンサーとして入社（同期入社に小山乃里子）。主に洋楽系の音楽番組と報道を中心として出演し、親しみのある語り口とわかりやすい解説でラジオ関西の名パーソナリティーとして親しまれた。
2002年に定年退職、フリーアナウンサーになってからも、ラジオ関西を中心とした関西の放送局で番組を担当している。
80歳を迎え、2022年3月をもって「名曲ラジオ 三浦紘朗です」が終了することになり、長年続けたラジオ関西の番組からすべて降板となる（エフエム宝塚での番組は継続する）。

## 担当番組
- 「おはよう神戸から三浦ひろあきです」（1979年10月 - 1983年）
- 「電話リクエスト」
- 「海岸通り午後7時」
- 「神戸アフタヌーンクラブ」
- 「NTTテレホンランド」（1986年 - 1995年）
- 「気ままなカフェテリア」
- 「グッドタイムミュージック」
- 「神戸洋楽物語」
- 「名曲ラジオアワー」
- 「名曲ラジオ 三浦紘朗です」
- 「ジャズライブinソネ」
- 神戸新聞ニュース（現・ラジオ関西ニュース）
- 他にコミュニティ放送の音楽番組担当

## 関連人物
- 末広光夫
- 大牧暁子